# Carlos Calvo Muñoz
Carlos Manuel Calvo Muñoz   (Valparaíso, 7 de marzo de 1946) es un Doctor en Educación, Profesor de filosofía y político chileno. Fue integrante de la Convención Constitucional, desde julio de 2021 hasta su disolución en julio de 2022.
Nació en Cerro Cordillera de Valparaiso, el 7 de marzo de 1946, Desde 1988 reside a la ciudad de La Serena y actualmente es un profesor jubilado que participa en seminarios y conversatorios virtuales.

## Formación académica
Estudio licenciatura y pedagogía en Filosofía, en la Pontificia Universidad Católica de Valparaíso, realizó estudios de posgrado en la Universidad Stanford en Estados Unidos, obteniendo una Master of Arts en Educación y Antropología y un Doctorado en Educación además de haber realizado una investigación postdoctoral en Stanford así como en la Universidad Católica de Lovaina en Bélgica.

## Actividad profesional
Se desempeñó como profesor e investigador en la Universidad de La Serena, en la cátedra de Filosofía, Sociología y Antropología también ejerció como director del programa de Doctorado en Educación, mención en Mediación Pedagógica y coordina el Programa de Intercambio de Maestros, programa educativo de autogestión para realizar pasantías de estudio dirigido a docentes y estudiantes en el extranjero de la Universidad. también se fungio como docente en la Universidad Abierta de Recoleta. 
Ha sido Profesor invitado y conferencista en universidades de América Latina, Estados Unidos, Europa, India y China. 
Se ha dedicado a la investigación en temas sobre educación, teoría del caos, complejidad, etnoeducación. Autor del libro Del mapa escolar al territorio educativo (2008).
Inspirado por el educador y filósofo Paulo Freire, de quien fue alumno, participa en campañas de alfabetización de pobladores y campesinos en Chile y América Latina.

## Actividad política
Se postuló como candidato independiente a las elecciones de convencionales constituyentes de 2021, en un cupo por el Partido Socialista en la lista del apruebo representando al distrito 5 de la Región de Coquimbo siendo electo convencional con 12.514 votos (5,55%) asumiendo su cargo el 4 de julio de 2021 y formando parte del Colectivo Socialista que agrupa a militantes e independientes electos bajo el alero del partido.
En el proceso de discusión de los Reglamentos de la Convención participó en la Comisión de Participación y Consulta Indígena. Posteriormente, se incorporó a la Comisión Temática de Sistemas de Conocimientos, Culturas, Ciencia, Tecnología, Artes y Patrimonios.

## Historial electoral

### Elecciones de convencionales constituyentes de 2021
- Elecciones de convencionales constituyentes de 2021, para convencional constituyente por el distrito 5 (Andacollo, Canela, Combarbalá, Coquimbo, Illapel, La Higuera, La Serena, Los Vilos, Monte Patria, Ovalle, Paihuano, Punitaqui, Río Hurtado, Salamanca y Vicuña)[2]

| Candidato                      | Pacto                                                   | Partido | Votos  | %    | Resultados   |
| ------------------------------ | ------------------------------------------------------- | ------- | ------ | ---- | ------------ |
| Ivanna Olivares Miranda        | Lista del Pueblo - Movimiento Territorial Constituyente | Ind.    | 22.490 | 10.0 | Convencional |
| Jeniffer Mella Escobar         | Apruebo Dignidad                                        | Ind-CS  | 13.365 | 5.9  | Convencional |
| Carlos Calvo Muñoz             | Lista del Apruebo                                       | Ind-PS  | 12.515 | 5.6  | Convencional |
| Daniel Bravo Silva             | Lista del Pueblo - Movimiento Territorial Constituyente | Ind.    | 11.069 | 4.9  | Convencional |
| Mauricio Ugarte González       | Apruebo Dignidad                                        | PC      | 10.046 | 4.5  |              |
| Gladys Barraza Astudillo       | Lista del Apruebo                                       | DC      | 8.244  | 3.7  |              |
| Roberto Vega Campusano         | Vamos por Chile                                         | RN      | 7.972  | 3.5  | Convencional |
| Claudia Valenzuela Torres      | Partido Ecologista Verde                                | PEV     | 7.416  | 3.3  |              |
| Alejandra Valdovinos Jofré     | Vamos por Chile                                         | UDI     | 7.035  | 3.1  |              |
| Diego Figueroa Beecher         | Lista del Pueblo - Movimiento Territorial Constituyente | Ind.    | 6.321  | 2.8  |              |
| María Inés Figari Barrera      | Vamos por Chile                                         | Ind-RN  | 6.261  | 2.8  |              |
| Elena Bolados García           | Independientes del Apruebo                              | Ind.    | 6.059  | 2.7  |              |
| Maria Trinidad Castillo Boilet | Independientes por la Región de Coquimbo                | Ind.    | 6.052  | 2.7  | Convencional |